# Phaenocarpa costata
Phaenocarpa costata är en stekelart som beskrevs av Fischer 1974. Phaenocarpa costata ingår i släktet Phaenocarpa och familjen bracksteklar. Inga underarter finns listade i Catalogue of Life.